# Campeonato Europeo de Remo de 2022
El XVI Campeonato Europeo de Remo se celebró en Múnich (Alemania) entre el 11 y el 14 de agosto de 2022 bajo la organización de la Federación Internacional de Sociedades de Remo (FISA) y la Federación Alemana de Remo.
Las competiciones se realizaron en el Canal de Regatas de Oberschleißheim, ubicado al norte de la ciudad bávara.
Los remeros de Rusia y Bielorrusia fueron excluidos de este campeonato debido a la invasión rusa de Ucrania.

## Medallistas

### Masculino
| Evento                               | Oro | Plata | Bronce |
| ------------------------------------ | --- | --- | --- |
| Scull individual M1X (14.08)         | Melvin Twellaar · Países Bajos · 7:14,72 | Stéfanos Duskos · Grecia · 7:15,01 | Kristian Vasilev Bulgaria 7:16,37 |
| Doble scull M2X (14.08)              | Martin Sinković · Valent Sinković · Croacia · 6:35,93 | Aleix García Pujolar · Rodrigo Conde Romero · España · 6:38,46 | Armandas Kelmelis · Dovydas Nemeravičius · Lituania · 6:42,11 |
| Cuatro scull M4X (13.08)             | Nicolò Carucci · Andrea Panizza · Luca Chiumento · Giacomo Gentili · Italia · 6:06,77                                                                       | Dominik Czaja · Mateusz Biskup · Mirosław Ziętarski · Fabian Barański · Polonia · 6:07,85 | Mihai Chiruță · Ciprian Tudosă · Ioan Prundeanu · Marian Enache · Rumania · 6:08,27 |
| Dos sin timonel M2- (13.08)          | Marius Cozmiuc · Sergiu Bejan · Rumania · 6:44,28 | Oliver Wynne-Griffith Thomas George Reino Unido 6:46,52 | Jaime Canalejo Pazos · Javier García Ordóñez · España · 6:49,13 |
| Cuatro sin timonel M4- (13.08)       | William Stewart Samuel Nunn Matthew Aldridge Frederick Davidson Reino Unido 6:15,43                                                                         | Ralf Rienks · Ruben Knab · Sander de Graaf · Rik Rienks · Países Bajos · 6:17,69 | Mihăiță Țigănescu · Mugurel Semciuc · Ștefan Berariu · Florin Lehaci · Rumania · 6:19,49 |
| Ocho con timonel M8+ (13.08)         | Rory Gibbs Morgan Bolding David Bewicke-Copley Sholto Carnegie Charles Elwes Thomas Digby James Rudkin Thomas Ford Harry Brightmore (t) Reino Unido 5:49,67 | Nicolas van Sprang · Lennart van Lierop · Abe Wiersma · Jacob van de Kerkhof · Michiel Mantel · Mick Makker · Guus Mollee · Guillaume Krommenhoek · Dieuwke Fetter (t) · Países Bajos · 5:54,21 | Vincenzo Abbagnale · Cesare Gabbia · Emanuele Gaetani Liseo · Matteo Lodo · Marco Di Costanzo · Matteo Castaldo · Giuseppe Vicino · Leonardo Pietra Caprina · Enrico D'Aniello (t) · Italia · 5:55,08 |
| Scull individual ligero LM1X (14.08) | Antonios Papakonstantinu · Grecia · 7:21,84 | Gabriel Soares · Italia · 7:24,21 | Andri Struzina · Suiza · 7:31,23 |
| Doble scull ligero LM2X (14.08)      | Fintan McCarthy Paul O'Donovan Irlanda 6:34,72 | Pietro Ruta · Stefano Oppo · Italia · 6:38,40 | Jan Schäuble · Raphaël Ahumada · Suiza · 6:39,67 |
| Cuatro scull ligero LM4X (13.08)     | Antonio Vicino · Martino Goretti · Niels Torre · Patrick Rocek · Italia · 6:17,83                                                                           | Simon Klüter · Johannes Ursprung · Fabio Kress · Joachim Agne · Alemania · 6:24,14 | — |
| Dos sin timonel ligero LM2- (14.08)  | Bence Szabó · Kálmán Furkó · Hungría · 7:17,04 | Enes Yenipazarlı Bayram Sönmez Turquía 7:25,55 | Nik Azbe Magajna Jaka Malešič Eslovenia 7:32,99 |

### Femenino
| Evento                               | Oro | Plata | Bronce |
| ------------------------------------ | --- | --- | --- |
| Scull individual W1X (14.08)         | Karolien Florijn · Países Bajos · 8:01,43 | Evanyelía Anastasiadu · Grecia · 8:08,20 | Alexandra Föster · Alemania · 8:09,86 |
| Doble scull W2X (13.08)              | Nicoleta-Ancuța Bodnar · Simona Radiș · Rumania · 7:14,85 | Roos de Jong · Laila Youssifou · Países Bajos · 7:21,84 | Kiri Tontodonati · Stefania Gobbi · Italia · 7:23,04 |
| Cuatro scull W4X (13.08)             | Jessica Leyden Lola Anderson Georgina Brayshaw Lucy Glover Reino Unido 6:49,21 | Nika Vos · Tessa Dullemans · Ilse Kolkman · Bente Paulis · Países Bajos · 6:52,52                                                                              | Daryna Verjohliad · Nataliya Dovhodko · Kateryna Dudchenko · Yevheniya Dovhodko · Ucrania · 6:53,76                                                                                           |
| Dos sin timonel W2- (13.08)          | Ioana Vrînceanu · Denisa Tîlvescu · Rumania · 7:34,31 | Emily Ford Esme Booth Reino Unido 7:36,20 | Ymkje Clevering · Veronique Meester · Países Bajos · 7:39,49 |
| Cuatro sin timonel W4- (13.08)       | Heidi Long Rowan McKellar Samantha Redgrave Rebecca Shorten Reino Unido 6:50,92 | Natalie Long Aifric Keogh Tara Hanlon Eimear Lambe Irlanda 6:52,99                                                                                             | Mădălina Bereș · Iuliana Buhuș · Maria-Magdalena Rusu · Amalia Bereș · Rumania · 6:53,83 |
| Ocho con timonel W8+ (14.08)         | Maria-Magdalena Rusu · Iuliana Buhuș · Nicoleta-Ancuța Bodnar · Denisa Tîlvescu · Mădălina Bereș · Amalia Bereș · Ioana Vrînceanu · Simona Radiș · Adrian Munteanu (t) · Rumania · 6:26,38 | Rebecca Edwards Lauren Irwin Emily Ford Esme Booth Samantha Redgrave Rebecca Shorten Rowan McKellar Heidi Long Morgan Baynham-Williams (t) Reino Unido 6:28,02 | Benthe Boonstra · Laila Youssifou · Hermine Drenth · Marloes Oldenburg · Roos de Jong · Tinka Offereins · Ymkje Clevering · Veronique Meester · Aniek van Veenen (t) · Países Bajos · 6:35,68 |
| Scull individual ligero LW1X (14.08) | Ionela-Livia Cozmiuc · Rumania · 8:04,41 | Zoí Fitsiu · Grecia · 8:09,21 | Martine Veldhuis · Países Bajos · 8:10,20 |
| Doble scull ligero LW2X (14.08)      | Emily Craig Imogen Grant Reino Unido 7:27,82 | Laura Tarantola Claire Bové Francia 7:33,33 | Valentina Rodini · Federica Cesarini · Italia · 7:36,87 |
| Cuatro scull ligero LW4X (14.08)     | Giulia Mignemi · Paola Piazzolla · Silvia Crosio · Arianna Noseda · Italia · 6:58,48 | Rieke Hulsen · Romy Dreher · Katrin Volk · Cosima Clotten · Alemania · 7:03,81                                                                                 | — |

## Medallero
| Núm. | País         | Oro | Plata | Bronce | Total |
| ---- | ------------ | --- | ----- | ------ | ----- |
| 1    | Reino Unido  | 5   | 3     | 0      | 8     |
| 2    | Rumania      | 5   | 0     | 3      | 8     |
| 3    | Italia       | 3   | 2     | 3      | 8     |
| 4    | Países Bajos | 2   | 4     | 3      | 9     |
| 5    | Grecia       | 1   | 3     | 0      | 4     |
| 6    | Irlanda      | 1   | 1     | 0      | 2     |
| 7    | Croacia      | 1   | 0     | 0      | 1     |
| 7    | Hungría      | 1   | 0     | 0      | 1     |
| 9    | Alemania     | 0   | 2     | 1      | 3     |
| 10   | España       | 0   | 1     | 1      | 2     |
| 11   | Francia      | 0   | 1     | 0      | 1     |
| 11   | Polonia      | 0   | 1     | 0      | 1     |
| 11   | Turquía      | 0   | 1     | 0      | 1     |
| 14   | Suiza        | 0   | 0     | 2      | 2     |
| 15   | Bulgaria     | 0   | 0     | 1      | 1     |
| 15   | Eslovenia    | 0   | 0     | 1      | 1     |
| 15   | Lituania     | 0   | 0     | 1      | 1     |
| 15   | Ucrania      | 0   | 0     | 1      | 1     |
|      | TOTAL        | 19  | 19    | 17     | 55    |